# Де Бод, Стефан
Стефан де Бод (африк. Stefan de Bod; род. 17 ноября 1996, Стелленбос, Западно-Капская провинция, ЮАР) — южноафриканский профессиональный шоссейный и трековый велогонщик, выступающий за команду мирового тура «Qhubeka Assos».

## Достижения

### Трек
2014
1-й  Чемпион ЮАР - Индивидуальная гонка преследования (юниоры)
1-й  Чемпион ЮАР - Скрэтч (юниоры)
2015
1-й  Чемпион Африки — Командная гонка преследования
3-й  Чемпионат Африки — Индивидуальная гонка преследования